# Фрідріх Матерна
Фрідріх Матерна (нім. Friedrich Materna; 21 червня 1885, Гоф — 11 листопада 1946, Відень) — австрійський і німецький воєначальник, генерал піхоти вермахту. Кавалери Лицарського хреста Залізного хреста.

## Біографія
Народився в родині директора школи Генріха Матерни і Анни Фальковскі. 18 серпня 1904 року зарахований в Кенігсфельдську кадетську школу, 1 травня 1905 року направлений в 97-й піхотний полк. З 1910 до осені 1913 року навчався у військовому училищі у Відні, після закінчення направлений в штаб 4-ї піхотної бригади в Ярославі. У 1917-1918 роках був офіцером штабу командування військ, що підпорядковувалися ерцгерцогу Євгену в Італії. 23 липня 1918 року одружився з баронесою Геленою Раячіх-Брінскі.
У вересні 1920 року Фрідріх Матерна увійшов до складу Міністерства оборони Австрії. У 1926-1928 роках командував 2-ю бригадою збройних сил Австрії (Відень). В жовтні 1929 року призначений інспектором збройних сил. В 1931-34 роках працював у 2-му відділенні Міністерства оборони Австрії. 1 вересня 1936 року призначений головою навчального відділення Міністерства оборони Австрії.
1 квітня 1940 року прийняв командування 45-ю піхотною дивізією. Учасник Польської і Французької кампаній. З 25 жовтня 1940 по 10 вересня 1942 —командувач 20-м армійським корпусом, які брали участь в операції «Барбаросса». Його війська в складі 9-ї і 4-ї армій брали участь в боях під Москвою і Вязьмою.
З 1 лютого 1943 року Матерна був заступником командувача 18-м армійським корпусом у 18-му військовому окрузі. З 10 грудня 1943 року й до свого виходу на пенсію 1 вересня 1944 року Матерна був командувачем цим військовим округом.

## Звання
- Фенріх (18 серпня 1904)
- Лейтенант (1 листопада 1905)
- Оберст-лейтенант (1 січня 1921)
- Оберст (1 червня 1929)
- Генерал-майор (25 червня 1935)
- Генерал-лейтенант (1 червня 1939)
- Генерал піхоти (1 листопада 1940)

## Нагороди
- Ювілейний хрест (1908)
- Медаль «За військові заслуги» (Австро-Угорщина)
  - бронзова з мечами
  - срібна
- Хрест «За військові заслуги» (Австро-Угорщина) 3-го класу з військовою відзнакою і мечами
- Орден Залізної Корони 3-го класу з військовою відзнакою і мечами
- Почесний знак Австрійського Червоного Хреста 2-го класу з військовою відзнакою
- Військовий Хрест Карла
- Залізний хрест 2-го класу
- Медаль Червоного Хреста (Пруссія) 3-го класу
- Пам'ятна військова медаль (Австрія) з мечами
- Золотий почесний знак «За заслуги перед Австрійською Республікою»
- Хрест «За вислугу років» (Австрія) 2-го класу для офіцерів (25 років)
- Почесний хрест ветерана війни з мечами
- Медаль «За вислугу років у Вермахті» 4-го, 3-го, 2-го і 1-го класу (25 років)
- Застібка до Залізного хреста 2-го класу
- Залізний хрест 1-го класу
- Лицарський хрест Залізного хреста (5 серпня 1940)
- Медаль «За зимову кампанію на Сході 1941/42»
- Німецький хрест в золоті (15 грудня 1942)